# Hypocometa bostryx
Hypocometa bostryx är en fjärilsart som beskrevs av Louis Beethoven Prout 1932. Hypocometa bostryx ingår i släktet Hypocometa och familjen mätare. Inga underarter finns listade i Catalogue of Life.